# The Urbz: Simowie w mieście
The Urbz: Simowie w mieście (ang. The Urbz: Sims in the City) – komputerowa gra symulacyjna z serii The Sims, wyprodukowana przez Maxis we współpracy z Griptonite Games (wersja na Game Boy Advance i Nintendo DS). Została wydana w listopadzie 2004 przez Electronic Arts na platformach Game Boy Advance, GameCube, PlayStation 2, Xbox i Nintendo DS. Akcja gry została osadzona w mieście.
Ścieżkę muzyczną do gry stworzył zespół muzyczny The Black Eyed Peas, który wykonał swoje piosenki w wersji Simlish. Muzyków można także gościnnie spotkać w samej rozgrywce. Uczą tam hiphopowych zachowań podczas jednego z zadań.
Wersja na Game Boy Advance i Nintendo DS, za którą odpowiedzialna była firma Griptonite Games, ma odmienną fabułę od wersji na inne konsole. Ta jest kontynuacją fabuły z The Sims Bustin’ Out wydanej w 2003.

## Fabuła
Gra przenosi gracza do Urbzville. Jest to wielkie miasto, w którym istnieje dziewięć subkultur i grup społecznych. Każda z nich posiada swój unikalny styl i przedstawicieli. Gracz musi stworzyć własnego sima. Celem gry jest wykonywanie zadań i zdobywanie punków reputacji aby zyskać popularność, a z nią dostęp do coraz wyższych grup społecznych i celebrytów. Dostęp do wyższej grupy łączy się z nowymi strojami, zmianą stylu życia, awansem w pracy i przeprowadzką do apartamentu w dzielnicy, którą dana grupa rządzi.